# −1 (nombre)
« Moins un » redirige ici.  Pour l’année, voir -1.
–1 est l'opposé de 1, c'est-à-dire le nombre qui, ajouté à 1, donne 0.

## En mathématiques
- Moins un est l'entier plus grand que moins deux (–2) et plus petit que zéro.
- –1 est le plus grand entier strictement négatif.
- Multiplier un nombre (entier, ou même réel) par –1 revient à changer son signe. Plus généralement, dans tout anneau unifère, (–1) × x = –x et (–1) × (–x) = x. En particulier, (–1) × (–1) = 1 : le carré de –1 est 1.
- Les deux racines carrées complexes de –1 sont les unités imaginaires i et –i.
- Par définition, {\displaystyle x^{-1}={\frac {1}{x}}}, ce qui veut dire qu’élever un nombre à une puissance –1 est la même chose que de calculer son inverse. Cette définition est compatible avec les opérations sur les puissances : xa × xb = xa+b même si a ou b est négatif.
- –1 est le résultat de l'identité d'Euler, quand on la réécrit eiπ = –1.

## Dans d'autres domaines

### Représentation informatique
Il existe différentes manières de représenter –1 (et les nombres négatifs en général) dans les systèmes informatiques, la plus commune étant le complément à deux de leur forme positive. Puisque cette  représentation peut aussi représenter un nombre entier positif en représentation binaire standard, un programmeur doit être prudent et ne pas confondre les deux. Moins un en complément à deux peut être confondu avec l’entier positif 2n – 1, où n est le nombre de chiffres dans la représentation (c’est-à-dire, le nombre de bits dans le type de données). Par exemple, 11111111 représente –1 en complément à deux sur 8 bits, mais représente 255 en représentation standard binaire.